# 安德森電鰩
安德森電鰩（學名：Torpedo andersoni），又稱安德森電鱝，為軟骨魚綱電鰩目電鰩科電鰩屬的一種。該物種於1960年11月在大開曼島西部淺灘上被銀灣號捕獲的，當時該銀灣號正在代表美國商業漁業局（國家海洋漁業局的前身）進行試探性拖網捕蝦活動。哈維·布利斯(Harvey Bullis) 在1962 年出版的《海灣和加勒比海海洋科學公報》中描述了該物種，並以他的同事兼導師威廉·安德森(William Anderson) 的名字為該物種命名，分布於中西大西洋美國佛羅里達州、巴哈馬、開曼群島海域，深度可達229公尺，本魚有一個近乎圓形的胸鰭盤，寬度大於長度，前緣是扇形的，而後緣是褶邊的，眼睛後方有氣孔，每個氣孔的後緣都有一個鈕扣形的突起，鼻孔長有角度，鼻孔之間的皮膚融合成一層到達嘴巴的皺褶，皺褶成波浪狀，口腔內上排14列、下排16牙齒，每顆牙齒都有一個稍微向內彎曲的牙尖，鰓縫有五對。尾巴短而粗壯，兩側都有突起，有兩個背鰭，後緣幾乎筆直，第一背鰭很高，有一個尖尖的頂點，而第二個則小得多，有一個圓形的頂點。腹鰭基部延伸超過第一背鰭基部。尾鰭呈寬三角形，尾緣稍凸。皮膚完全沒有真皮小齒，體上部呈淺棕褐色，下部顏色較淺，整個上表面覆蓋著不規則間隔的小棕色的斑駁圖案，體長可達22公分，棲息在珊瑚礁區，為底棲性魚類，屬肉食性，體具有發電器官，用來防禦或捕食，卵胎生，生活習性不明。